# جوناثان لوبيز
جوناثان لوبيز (بالإسبانية: Jony López) (17 أبريل 1987 أوفييدو إسبانيا - ) هو لاعب كرة قدم إسباني يلعب كمدافع.